# Vesly, Manche
Vesly är en kommun i departementet Manche i regionen Normandie i norra Frankrike. Kommunen är chef-lieu över kantonerna La Haye-du-Puits och Lessay som tillhör arrondissementet Coutances. År 2022 hade Vesly 732 invånare.

## Befolkningsutveckling
Antalet invånare i kommunen Vesly
| Referens: INSEE |